# Estadio Jean-Dauger
El Estadio Jean-Dauger es un recinto deportivo ubicado en la ciudad de Bayona (Francia) con capacidad para 16.934 espectadores (10.733 sentados). Es el estadio del Aviron Bayonnais , club de rugby que juega en la primera división francesa.

## Historia
El estadio antiguo llamado parque de los deportes de San León albergó la llegada de varias etapas del Tour de Francia . Y fue testigo de algún partido entre algunos de los mejores equipos europeos de fútbol. En cuanto a  rugby  ha sido anfitrión de las finales de la copa Yves du Manoir, partido entre la selección Vasca y Nueva Zelanda o incluso un encuentro de la Copa Mundial de Rugby de 1991 entre otros eventos.
En octubre de 2007, a pesar de la reciente renovación, la demanda en términos de venta de entradas fue tal (más de 8000 abonados  para la temporada 2007-2008) que el Aviron Bayonnais, con el acuerdo del ayuntamiento decide incorporar gradas  móviles en los fondos, aumentando el número de asientos en 2300 plazas adicionales.
El 19 de septiembre de 2008, de nuevo debido a una creciente demanda en términos de entradas (aumento de abonos en un 8% a partir de 2007-2008), y de acuerdo con el ayuntamiento de la ciudad, el estadio aumenta nuevamente su capacidad creando nuevos lugares para ver los partidos de pie en las curvas detrás de la pista de atletismo. El primer partido en el que se usaron estos nuevos lugares fue en el derby del Aviron bayonnais- Biarritz Olympique el 4 de abril de 2009.
Para la temporada 2008-2009, se instala una pantalla gigante de 52 m² en lugar del marcador anterior (ahora se encuentra detrás de la tribuna Norte curva 3 (N3).
18 de abril del 2009, antes del partido entre Aviron y Bourgoin, el presidente del club lapurtarra, Francis Salagoïty , anunció la construcción de una plataforma en la "esquina norte" de 3.500 asientos, con lo la capacidad total de asientos del estadio pasaría a 11.000 asientos.
A principios de mayo de 2010, se trabaja en la esquina sur del estadio, para la construcción de otro módulo de 2500 asientos que se llamaría "South Bend".
En noviembre de 2014, el club comenzó nuevas remodelaciones gracias al patrocinador Europcar para cubrir la tribuna South Bend y poner dos pantallas gigantes, una en la grada norte y otra en la sur, para mayor comodidad de seguidores y para cumplir con las exijencias creadas por la Liga Nacional de Rugby en cuanto a las características mínimas de los estadios. A raíz de este trabajo, la grada pasó a llamarse "graderío Europcar." que se estrenaron el 21 de febrero de 2015 a las encuentro Aviron Bayonnais - Stade Francés.
Debido a la gran afluencia de seguidores en el estadio el Aviron y la ciudad de Bayona, el Bayona Remo mantienen conversaciones para llevar a cabo en un futuro la demolición y reconstrucción de un nuevo estadio que tenga una capacidad total de unos 20 000 asientos.